# Primula glomerata
Primula glomerata är en viveväxtart som beskrevs av Ferdinand Albin Pax. Primula glomerata ingår i släktet vivor, och familjen viveväxter. Inga underarter finns listade i Catalogue of Life.